# Mephisto (1981.)
Mephisto je film iz 1981. koji je adaptacija istoimenog romana Klausa Manna, kojeg je režirao István Szabó a u glavnoj ulozi se pojavljuje Klaus Maria Brandauer kao Hendrik Höfgen. Film je napravljen suradnjom njemačkih, mađarskih i austrijskih filmskih kuća.

## Radnja
Film se bavi pričama o Mephistophelesu i Doktoru Faustu kroz glavni karakter Hendrika Höfgena koji nema savjesti i surađuje i poistovjećuje se s Nacističkom strankom i na taj način dobiva bolji posao i društvenu poziciju.
Ironija zapleta je, da je čežnja glavnog protagoniste igrati Mephista - ali da bi mu se ispunio ovaj san mora prodati svoju dušu, i prekasno spoznaje da je u biti on Faust; i da vođa nacista ima glavnu ulogu u filmu (modeliranu prema Hermannu Göringu) koji je pravi Mephisto.   
I film kao i Mannova knjiga iz 1936. oslikavaju karijeru Mannovog zeta Gustafa Gründgensa, za kojeg mnogi smatraju da je podržavao naciste i da je napustio svoje prijašnje političke stavove zbog osobne koristi na uštrb savjesti. 
(Igranje Mephista bio je vrhunac Gründgensove karijere, iako se ovo dogodilo puno prije propasti nacizma). Ipak Mannova knjiga je satirična, praveći prije parodiju od Höfgena nego osobu koja vlada sobom, dok film nudi realističniju obradu ljudskog karaktera sa svim svojim manama.

## Uloge
- Klaus Maria Brandauer kao Hendrik Hoefgen
- Krystyna Janda kao Barbara Bruckner
- Ildikó Bánsági kao Nicoletta von Niebuhr
- Rolf Hoppe kao Tábornagy
- György Cserhalmi kao Hans Miklkao
- Péter Andorai kao Otto Ulrichs
- Karin Boyd kao Juliette Martens
- Christine Harbort kao Lotte Lindenthal
- Tamás Major kao Oskar Kroge
- Ildikó Kishonti kao Dora Martin, primadonna
- Mária Bisztrai kao Motzné
- Sándor Lukács kao Rolf Bonetti, bonviván
- Ágnes Bánfalvy
- Judit Hernádi kao Rachel Mohrenwitz
- Vilmos Kun kao Ügyelõ

## Nagrade
Mephisto je nagrađen 1981. Oscarom za najbolji strani film; kojeg je Akademiji poslala Mađarska. To je za sada jedini mađarski film koji je dobio Oscara u ovoj kategoriji. Na Filmskom festivalu u Cannesuu 1981., film je nagrađen s dvije nagrade: za najbolji scenarij i FIPRESCI nagradom.